# 九里亜蓮
九里 亜蓮（くり あれん、1991年9月1日 - ）は、鳥取県米子市出身のプロ野球選手（投手）。右投右打。オリックス・バファローズ所属。
2014年から2024年まで広島東洋カープに所属し、2016年から2018年まで3度のセ・リーグ優勝に貢献した。また個人では2021年に13勝を挙げ、セ・リーグ最多勝利のタイトルを獲得している。
父親は元アトランタ・ブレーブス傘下3A（AAA級）の遊撃手であるマーク・アントニオ・シェック。

## 経歴

### プロ入り前
米子市で出生後に、小学校2年生で野球を始めた。小学3年生で父と一緒に渡米し、現地の硬式野球チームでは内野手を務めたが、家庭の事情から1年で帰国。中学校を卒業するまではもっぱら母方の祖母に育てられた。
野球は中学入学当初、中断していた。中学時代は不良グループの特攻隊長に指名され、喧嘩に明け暮れた。しかし、喧嘩相手への謝罪を行っていた祖母を見て不良グループから脱退する決心を固める。中学3年の夏休みの時には不良グループからの脱退を巡って、不良グループから野球の大会への参加を妨害されるという嫌がらせに遭った。大会の参加には漕ぎ付けたが、仕返しを恐れた祖母がツテを頼って市議会議員に懇願し、当時自宅から市内で一番遠い米子市立東山中学校に2学期から転校。本来なら中学3年の夏では認められない転校を特例で認められたが、「待ち伏せされる可能性があるので、祖母が学校への行き帰りを必ず車で送迎する」という条件付きだった。
3年生の時に、地元の少年野球チーム・米子ビクターズ（現在の米子ボーイズ）のエースとして、岡山県内で開かれた全国大会に出場。その縁で、同県にある岡山理科大学附属高等学校へ進学した。

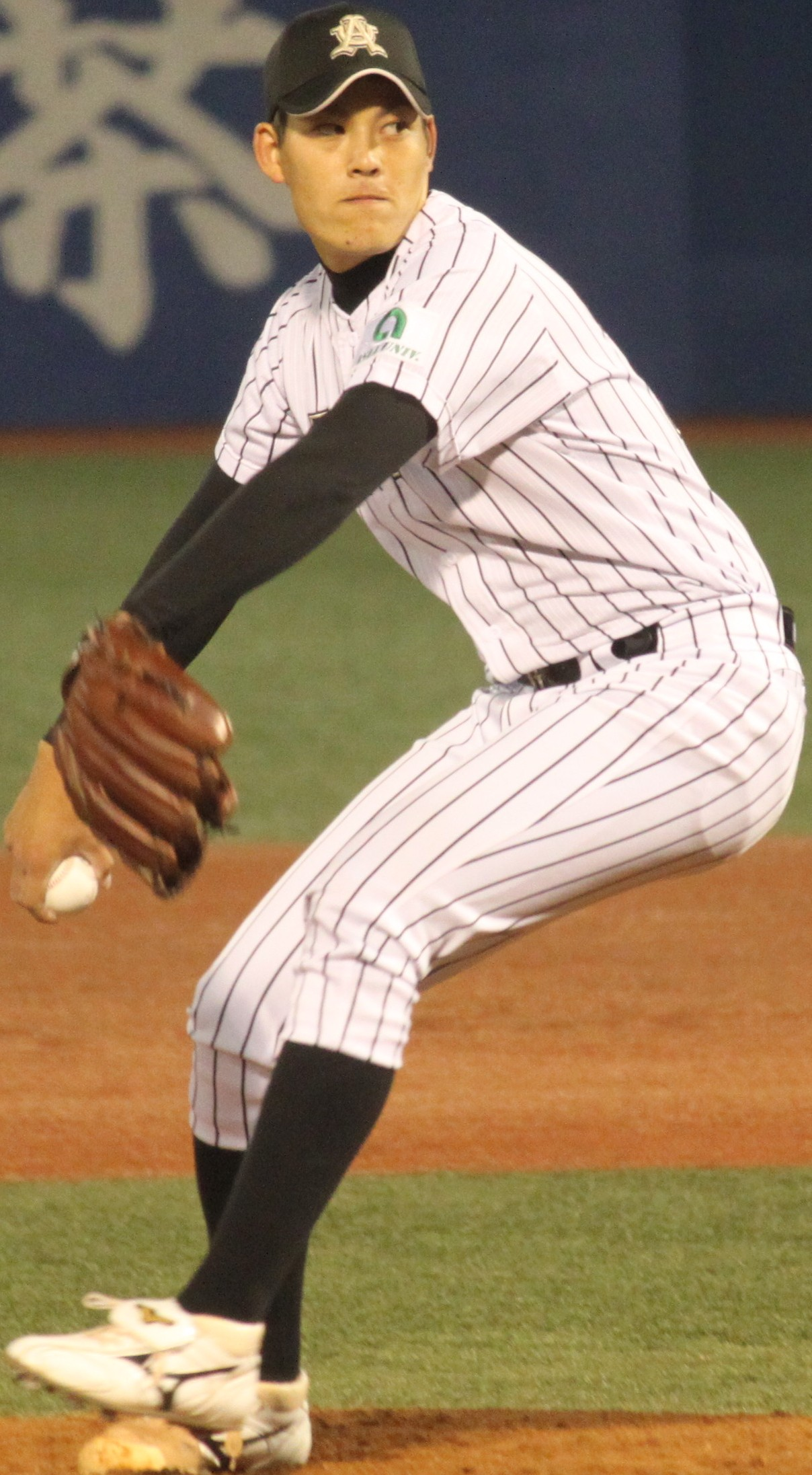
亜細亜大学時代
（2013年11月17日 明治神宮野球場）

2010年に亜細亜大学への進学後は、東都大学リーグの公式戦で、通算19勝5敗、防御率1.60を記録。2013年の4年生時の秋季リーグ戦では、チームを5季連続優勝に導くとともに、MVP・最優秀投手賞・ベストナインの3冠を受賞した。さらに、4年生の時に出場した明治神宮大会では、いずれも先発で3試合に登板。18回3分の1を投げて、1失点（自責0）、23奪三振という内容でチームに7年ぶりの優勝をもたらした。高校・大学の1学年先輩に髙田知季、1学年後輩に薮田和樹がいる。大学の1学年先輩には東浜巨、同期にはバッテリーを組んだ嶺井博希、1学年後輩には山﨑康晃がいる。
2013年のドラフト会議では、広島東洋カープから2位指名を受け、12月6日、契約金7500万円、年俸1200万円で入団に合意した。背番号は12。担当スカウトは松本有史。会議当日にTBS系列で放送された『ドラフト緊急生特番!お母さんありがとう』では、指名に至るまでの半生を、本人および家族へのインタビューや再現映像を交えながら紹介した。入団会見には、アメリカからの帰国後に九里を育てた祖母や実母、実妹の聖莉奈も姿を見せていた。

### 広島時代

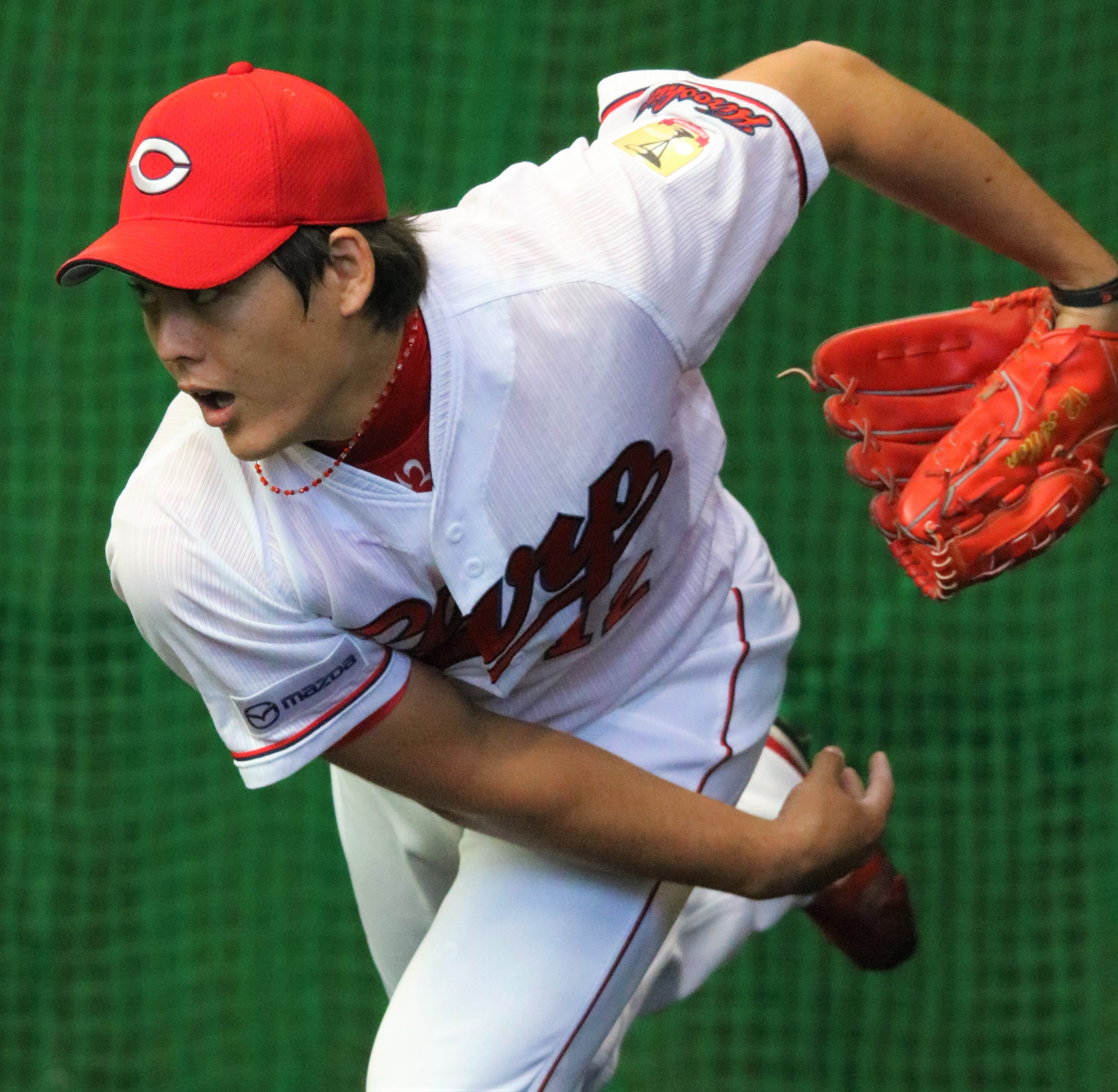
2017年11月9日 日南市天福球場にて

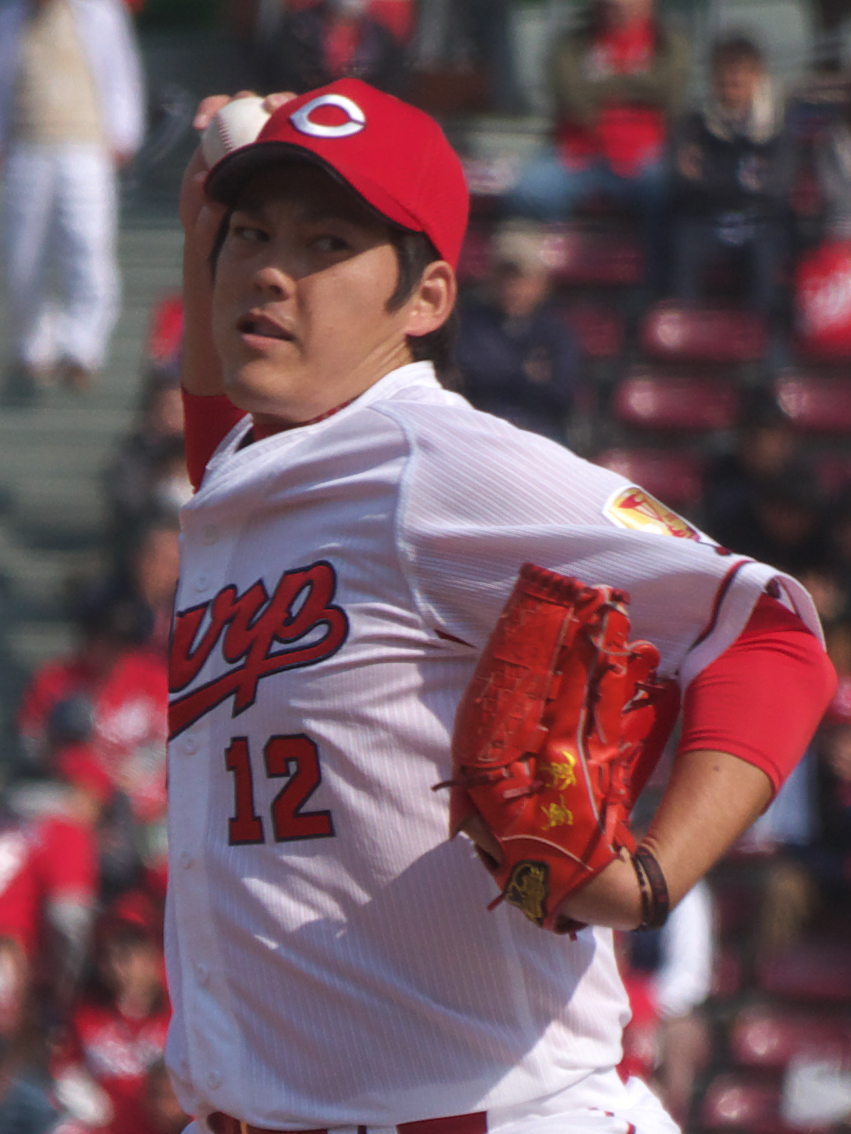
広島東洋カープ時代
（2019年3月12日 マツダスタジアム）

2014年は開幕ローテーション入りを果たし、中日ドラゴンズとの開幕2戦目でプロ初登板初先発となり、6回5安打1四球0奪三振1失点の好投でプロ初勝利を挙げた。ただ、野村謙二郎監督が「マエケン（前田）、バリントンの中5日登板はあるよ」と話した先発陣の運用に加え、4月前半だけで2度の雨天中止があった影響により、その後は2試合にリリーフ登板。4月19日の横浜DeNAベイスターズ戦に先発し、6回1失点で勝利投手となったものの、続く同26日の読売ジャイアンツ戦では味方の拙守もあり、6回7失点（自責点6）でプロ初黒星を喫した。1試合のリリーフ登板を経て、5月6日の東京ヤクルトスワローズ戦に先発して以降は先発ローテーションを回ったものの、好投した試合では打線やリリーフ陣と噛み合わずに白星は付かず、6月は2試合連続で3回で降板。開幕から12試合（9先発）に登板し、2勝3敗・防御率3.71という成績で6月22日に出場選手登録を抹消された。7月2日の巨人戦に先発し、6回2失点で勝敗は付かず、その後の2先発はいずれも3失点で、4回までに降板して敗戦投手となり、7月16日に登録抹消。9月2日に再登録され、2試合に先発→1試合にリリーフ登板→2試合に先発したが、白星は挙げられず、10月1日に出場選手登録を抹消され、レギュラーシーズンを終えた。ポストシーズンでは阪神タイガースとのCSファーストステージ開幕となる10月11日に出場選手登録されるも、登板機会は無かった。ルーキーイヤーは一軍で20試合（16先発）に登板し、2勝5敗・防御率4.00を記録。オフに400万円増となる推定年俸1600万円で契約を更改した。
2015年は本人が「紅白戦などで結果を残していないので」と話したように、先発としてのアピールに失敗し、リリーフとして開幕を一軍で迎えた。4月3日の中日戦でプロ初ホールドを記録するなど、開幕から5試合の登板で0勝0敗1ホールド・防御率1.17を記録していたが、5月3日のヤクルト戦で3回1/3を3失点。この試合を最後に登板機会が無く、同15日に出場選手登録を抹消された。6月12日に再登録されるも、登板機会が無いまま、同24日に登録抹消。その後は二軍で先発調整となり、8月12日のヤクルト戦でシーズン初先発となったが、5回4失点で敗戦投手。翌13日の登録抹消以降の一軍再昇格は果たせず、この年は7試合（1先発）の登板で0勝1敗1ホールド・防御率4.50という成績にとどまった。
2016年は開幕を二軍で迎え、先発として調整していたが、4月23日にリリーフとして出場選手登録された。同28日のヤクルト戦で先発・岡田明丈が1アウトしか奪えず、2安打4四球の大乱調で九里が緊急登板となり、5回2/3を無失点と好投。続く5月5日の巨人戦ではシーズン初先発となり、7回4失点で敗戦投手になったものの、試合中盤まで相手先発・菅野智之と緊迫した投手戦を演じる内容であった。その後の2登板でも先発起用となったが、白星は挙げられず、1試合のリリーフ登板を経て、5月26日の巨人戦に先発。6回2失点で勝利投手となり、一軍公式戦では768日ぶりとなる白星を挙げた。ただ、続く6月2日の千葉ロッテマリーンズ戦では2回0/3を8失点で敗戦投手となり、リリーフへ配置転換。チームは7月後半から6連戦が続く日程であったが、故障から復帰した大瀬良大地は本来の状態からは程遠く、先発ローテーションの一角を担っていた戸田隆矢が故障離脱し、代役の中村恭平は結果を残せず、九里は8月3日のヤクルト戦から先発起用となった。しかし、3先発で防御率5.87と振るわず、1試合のリリーフ登板を経て、9月1日のDeNA戦でも4回2/3を4失点（自責点1）で降板し、翌2日に登録抹消。9月13日に再登録され、1試合のリリーフ登板を経て、同18日のDeNA戦に先発したが、5回2/3を3失点で勝敗は付かなかった。その後はブルペン待機となり、レギュラーシーズンでの登板機会は無かったものの、この年はロングリリーフで持ち味を発揮し、17試合のリリーフ登板・30イニングで防御率1.80。シーズン全体では27試合（10先発）に登板し、2勝2敗・防御率4.50という成績でチーム25年ぶりのリーグ優勝を支えた。ポストシーズンではDeNAとのCSファイナルステージ第3戦にリリーフ登板。オフに750万円増となる推定年俸2200万円で契約を更改した。
2017年は開幕ローテーション入りを果たし、開幕2戦2勝をマーク。続く4月16日の阪神戦では7回2/3を2失点、初の2桁奪三振となる10奪三振、138球の熱投もシーズン初黒星を喫した。その後は3試合連続で6回持たずに4失点以上→3試合連続で6回以上を2失点以内の好投と好不調の波が激しく、6月2日のロッテ戦では5回4失点で降板。開幕から10先発で4勝4敗・防御率4.03という成績でリリーフへ配置転換となり、13試合にリリーフ登板し、うち9試合が2イニング以上とロングリリーフとしてフル回転した。エース格のジョンソンの離脱を受け、九里は7月28日のヤクルト戦で約2か月ぶりの先発登板となり、6回1失点の好投で勝利投手。ただ、その後の2先発ではいずれも5失点を喫し、8月12日に出場選手登録を抹消された。同24日の再登録以降はリリーフ起用となり、9月には1週間で3勝を挙げるなど、この年もロングリリーフで存在感を見せ、22試合のリリーフ登板・40回1/3で防御率2.45。シーズン全体では35試合（13先発）に登板し、9勝5敗2ホールド・防御率3.64という成績でリーグ連覇に大きく貢献した。ポストシーズンではDeNAとのCSファイナルステージで2試合に登板。オフに1600万円増となる推定年俸3800万円で契約を更改した。
2018年は開幕ローテーション6番手を高橋昂也と争ったが、高橋が開幕ローテーションに入り、九里はリリーフとして開幕を一軍で迎えた。開幕から5登板で0勝1敗・防御率5.14という成績であったが、開幕ローテーション入りした薮田和樹が制球難でリリーフへ配置転換となり、九里が4月17日のヤクルト戦でシーズン初先発。しかし、3回1/3を6安打5四球4失点で降板し、翌18日に出場選手登録を抹消された。5月6日のヤクルト戦に先発して以降は、6月17日の福岡ソフトバンクホークス戦でプロ初の完投勝利（無四球、4失点）を挙げるなど、レギュラーシーズン終了まで先発ローテーションの一角を担い、18先発で防御率4.01であったが、この年のチーム防御率は4.12。大瀬良大地とジョンソン以外の先発陣が振るわない中、及第点の活躍であった。シーズン全体では24試合（19先発）の登板で8勝4敗・防御率4.26を記録し、チーム史上初のリーグ3連覇に大きく貢献した。ポストシーズンでは、巨人とのCSファイナルステージ第3戦、ソフトバンクとの日本シリーズ第3戦に先発。オフに2400万円増となる推定年俸6200万円で契約を更改した。
2019年は開幕ローテーション入りを果たしたが、開幕から4先発で0勝3敗・防御率6.50と振るわず、4月30日に登録抹消。5月10日の再登録以降は7試合にリリーフ登板し、1勝0敗3ホールド・防御率1.13とブルペンを支えた。4月後半から先発ローテーションの一角を担っていたアドゥワ誠が6月頭にリリーフへ配置転換となったことで、九里は6月9日のソフトバンク戦で先発復帰。同25日の東北楽天ゴールデンイーグルス戦では9回3安打無四球3奪三振無失点、二塁を踏ませない快投でシーズン3勝目をプロ初完封で飾った。その後もシーズン終盤まで先発ローテーションを回り、CS争いが佳境を迎えたシーズン最終盤ではリリーフ待機。この年は27試合（19先発）の登板で8勝8敗3ホールド・防御率3.51を記録し、オフに1000万円増となる推定年俸7200万円で契約を更改した。
2020年は新型コロナウイルスの影響で120試合制の短縮シーズンとなり、開幕も6月19日に延期となった。2年連続となる開幕ローテーション入りを果たしたが、開幕10先発で2勝4敗・防御率4.76と苦しんだ。ただ、床田寛樹が開幕6先発で防御率6.04の不振により8月2日から約1か月二軍再調整、ジョンソンも開幕7連敗の不振で9月4日に登録抹消、大瀬良大地は同6日に登録抹消されて右肘手術とチームの先発陣も苦しいことから、先発ローテーションを回り続けた。投球フォームを無走者時でもセットポジションに変更した9月8日以降の10先発では6勝2敗・防御率1.58と復調。9月28日の横浜DeNAベイスターズ戦ではシーズン初完封勝利も挙げた。この年は開幕から先発ローテーションを完走し、自身初の規定投球回に到達し、20試合の先発登板で8勝6敗・防御率2.96を記録。オフの11月20日に背番号が11へ変更となることが球団から発表され、12月4日の契約更改では1500万円増となる推定年俸8700万円でサインした。
2021年は3年連続となる開幕ローテーション入り。開幕から8先発で5勝3敗・防御率3.00、2完投を記録していたが、5月23日に無症状ながらPCR検査で新型コロナウイルス陽性判定を受け、翌24日に特例2021で出場選手登録を抹消された。6月16日の北海道日本ハムファイターズ戦で一軍復帰を果たしたものの、本人が「復帰後当分の間は自分の投球はできませんでした。自分の球が戻ってきたと感じたのは9月になってからです」と話したように、6月16日〜前半戦終了までの5先発では2勝2敗・防御率3.94。東京五輪による中断期間を経て、後半戦開幕〜9月22日までの6先発では2勝2敗・防御率7.07と苦しんだ。ただ、9月29日〜10月24日までの5先発では3勝2敗・防御率2.51と復調し、中4日でのシーズン最終登板となった10月29日のヤクルト戦では、5回1失点で青柳晃洋（阪神）に並ぶ13勝目を挙げ、自身初のタイトルとなる最多勝を獲得。この年は2年連続となる規定投球回に到達し、25試合の先発登板で13勝9敗・防御率3.81を記録した。シーズン中に国内FA権を取得したが、11月22日にFA権を行使せずに残留することを表明。12月15日の契約更改では、再契約金1億円と出来高を含めた総額6億5000万円、年俸は1億4000万円プラス出来高払いの3年契約を締結した（金額はいずれも推定）。同17日には投手主将を務めることが球団から発表された。
2022年は4年連続となる開幕ローテーション入り。ただ、HQSで白星が付かない登板が4試合あったなど、打線やリリーフ陣と噛み合わず、6月終了時点では13試合に先発登板し、3勝5敗・防御率3.28という成績であった。7月に入ると、2試合連続で80球未満かつ5回で降板と調子を落とし、佐々岡真司監督は「また先発はあるかもしれないが、調子が上がってこないから」と7月17日の巨人戦で九里は3年ぶりのリリーフ登板となり、3回1失点で勝利投手。その後は7月24日のヤクルト戦で先発登板、同30日の中日戦でリリーフ登板となり、8月以降はシーズン終了まで先発ローテーションの一角を担った。しかし、チームが熾烈なCS争いを繰り広げていた中、シーズン最後の3先発では5回持たずに降板。チームはCS進出を逃し、個人としても規定投球回に2回2/3届かず、この年は26試合（24先発）の登板で6勝9敗・防御率3.33という成績であった。オフの12月28日から1か月間渡米し、アリゾナ州のドライブライン・ベースボール施設を訪ね、動作分析などの科学的トレーニングに参加した。
2023年は5年連続となる開幕ローテーション入り。HQSで白星が付かない登板が3試合ありながらも、6月終了時点で13試合に先発登板し、6勝3敗・防御率1.76、2完封と好投を続け、7月5日に監督選抜でオールスターに初選出され、球宴第2戦に先発登板した。レギュラーシーズンでは、7月以降は白星から遠ざかっていたが、8月22日のDeNA戦で完封勝利。この年はチームで唯一開幕から先発ローテーションを守り抜き、自身2年ぶり3度目の規定投球回に到達し、26試合の先発登板で8勝8敗。3完封（リーグトップ）、174回1/3（両リーグトップ）、防御率2.53はいずれもキャリアハイと飛躍を遂げ、チーム5年ぶりのAクラス入りに貢献した。CSでも、DeNAとのファーストステージ第1戦にリリーフ登板→中3日で阪神とのファイナルステージ第1戦に先発登板とフル回転。オフの11月中旬からはドライブライン・ベースボールのトレーニングに再び参加し、今回は米国よりスタッフが来日し、千葉県内施設での実施であった。
2024年は自身初の開幕投手に指名され、DeNAとの開幕戦でシーズン初登板初先発となり、7回3失点で勝敗は付かなかった。その後の6先発では、5試合で援護点0と不運が続き、開幕4連敗を喫したが、5月18日の巨人戦で5回1/3を2失点ながらもシーズン初勝利。6月13日の埼玉西武ライオンズ戦ではシーズン初完封勝利を挙げた。しかし、7月以降の10先発では、6回を投げきったのは4試合。チームも9月以降に大失速し、シーズン最終盤ではブルペン待機となり、1試合にリリーフ登板した。この年は7月以降の不振に加え、投げ抹消が3度あったこともあり、131回2/3で規定投球回には到達できず、23試合（22先発）の登板で7勝10敗・防御率3.21という成績であった。球団との3年契約がこの年で満了し、前年に取得していた海外FA権の行使を11月12日に発表した。

### オリックス時代
2024年12月12日、オリックス・バファローズが九里の獲得を発表し、背番号は22に決定した。契約は、総額4億円（推定）の2年契約。
2025年は開幕ローテーション入りを果たし、2度目の先発登板となった4月5日の日本ハム戦で8回1失点と好投し、移籍後初勝利。同18日の日本ハム戦（中5日での先発登板）では9回6安打1四球5奪三振1失点の内容で移籍後初の完投勝利を挙げるなど、開幕4連勝を記録した。中6日より短い登板間隔も厭わず、交流戦最終戦では登板機会こそ無かったが、志願して中3日でブルペン待機するなど、前半戦終了時点でリーグ3位かつチームトップの106回2/3とタフネスぶりを発揮。16試合の先発登板で7勝6敗・防御率2.78を記録し、監督選抜で自身2年ぶり2度目となるオールスターに選出され、球宴第2戦の4回裏から3番手として登板し、「昨日だったら、（宮城）大弥がスローボール投げていたので」「球が速いピッチャーはたくさんいますし、そこに対抗しても僕は何もないので。何が面白いかなと思って、ナックルが面白いかなって」と全20球でナックルを投じ、1回無失点に抑えた。

## 選手としての特徴
| 球種           | 配分 % | 平均球速 km/h |
| -------------- | ------ | ------------- |
| スライダー     | 22.5   | 124.8         |
| ストレート     | 21.8   | 143.3         |
| ツーシーム     | 15.9   | 130.5         |
| シュート       | 15.0   | 141.4         |
| チェンジアップ | 12.6   | 128.8         |
| カットボール   | 8.4    | 135.1         |
| ナックルカーブ | 2.0    | 109.6         |
| フォーク       | 1.7    | 131.0         |

187cmの長身からオーバースローで投げ下ろされる最速150km/hのストレートに、スライダー、カットボール、ナックルカーブ、チェンジアップ、フォーク、ツーシームと多彩な変化球が持ち味。
ツーシームについては、大学時代の1年先輩で、"師匠"と呼び慕っている東浜巨（ソフトバンク）のシンカーを直伝されたもので、自らは東浜に伝授されたままの握りで投げているが、九里がその投球法を伝えた、1年後輩でプロでも同僚となった薮田和樹やDeNAの山﨑康晃は、九里や東浜とは握りを変えて投げているとのこと。
前述の通り、自他共に認めるタフネスさが特徴。先発ローテーション定着までにロングリリーフや緊急登板など多くの稼働をこなし、登板間隔は短い方が良いという感覚を持っている。

## 人物
アメリカ人の父親と日本人の母親との間に生まれたハーフで、父親は元アトランタ・ブレーブス傘下3Aの遊撃手であるマーク・アントニオ・シェック。
名前「亜蓮」の英字表記は「Aren」ではなく「Allen」としており、NPBに登録されているローマ字表記も後者となっている。
父親の「どんなことにも挑戦させる」方針のもと、幼少期は野球に加え、アメフト、バレー、空手、キックボクシング、テニス、駅伝などに取り組み、最終的に野球の道を選んだ。九里自身も「本人がやりたいと言ったことにはとりあえずチャレンジさせる」を子育てのモットーとしている。
英語能力は本人曰く「聞くのは全て理解出来るが、喋るのは不得意。簡単な日常会話ぐらい」（2014年当時）。2020年に加入したD.J.ジョンソンが球団公式YouTubeチャンネルのインタビューを受けた際には、通訳を買って出た。
米子市立後藤ヶ丘中学校（3年途中まで在籍）時代の同級生にOfficial髭男dismの藤原聡がいる。
長年のプロレスファンであり、カープファンを公言しているプロレスラー内藤哲也とは共通の知人を介し面会して以来、お互いの試合に応援に駆けつけるなど親交を結んでいる。
2013年11月に母校の岡山理科大学附属高等学校に教育実習に行った際の教え子が、オリックスでチームメイトとなった頓宮裕真である。

## 詳細情報

### 年度別投手成績
| 年 度      | 球 団      | 登 板 | 先 発 | 完 投 | 完 封 | 無 四 球 | 勝 利 | 敗 戦 | セ 丨 ブ | ホ 丨 ル ド | 勝 率 | 打 者 | 投 球 回 | 被 安 打 | 被 本 塁 打 | 与 四 球 | 敬 遠 | 与 死 球 | 奪 三 振 | 暴 投 | ボ 丨 ク | 失 点 | 自 責 点 | 防 御 率 | W H I P |
| ---------- | ---------- | ----- | ----- | ----- | ----- | -------- | ----- | ----- | -------- | ----------- | ----- | ----- | -------- | -------- | ----------- | -------- | ----- | -------- | -------- | ----- | -------- | ----- | -------- | -------- | ------- |
| 2014       | 広島       | 20    | 16    | 0     | 0     | 0        | 2     | 5     | 0        | 0           | .286  | 366   | 83.1     | 93       | 9           | 31       | 1     | 6        | 50       | 3     | 2        | 45    | 37       | 4.00     | 1.49    |
| 2015       | 広島       | 7     | 1     | 0     | 0     | 0        | 0     | 1     | 0        | 1           | .000  | 75    | 16.0     | 19       | 3           | 7        | 0     | 1        | 10       | 1     | 0        | 10    | 8        | 4.50     | 1.63    |
| 2016       | 広島       | 27    | 10    | 0     | 0     | 0        | 2     | 2     | 0        | 0           | .500  | 351   | 80.0     | 79       | 9           | 37       | 0     | 1        | 52       | 0     | 0        | 47    | 40       | 4.50     | 1.45    |
| 2017       | 広島       | 35    | 13    | 0     | 0     | 0        | 9     | 5     | 0        | 2           | .643  | 494   | 116.1    | 111      | 7           | 44       | 0     | 4        | 97       | 1     | 0        | 51    | 47       | 3.64     | 1.33    |
| 2018       | 広島       | 24    | 19    | 1     | 0     | 1        | 8     | 4     | 0        | 0           | .667  | 524   | 120.1    | 129      | 13          | 41       | 1     | 4        | 86       | 2     | 0        | 60    | 57       | 4.26     | 1.41    |
| 2019       | 広島       | 27    | 19    | 1     | 1     | 1        | 8     | 8     | 0        | 3           | .500  | 498   | 118.0    | 107      | 11          | 41       | 0     | 4        | 96       | 1     | 0        | 50    | 46       | 3.51     | 1.25    |
| 2020       | 広島       | 20    | 20    | 2     | 1     | 0        | 8     | 6     | 0        | 0           | .571  | 544   | 130.2    | 116      | 11          | 44       | 0     | 0        | 106      | 4     | 0        | 46    | 43       | 2.96     | 1.22    |
| 2021       | 広島       | 25    | 25    | 2     | 0     | 1        | 13    | 9     | 0        | 0           | .591  | 647   | 149.0    | 150      | 18          | 51       | 0     | 8        | 102      | 4     | 1        | 73    | 63       | 3.81     | 1.35    |
| 2022       | 広島       | 26    | 24    | 0     | 0     | 0        | 6     | 9     | 0        | 0           | .400  | 609   | 140.1    | 147      | 13          | 53       | 3     | 8        | 121      | 1     | 0        | 55    | 52       | 3.33     | 1.43    |
| 2023       | 広島       | 26    | 26    | 3     | 3     | 2        | 8     | 8     | 0        | 0           | .500  | 706   | 174.1    | 142      | 8           | 49       | 7     | 10       | 129      | 2     | 0        | 58    | 49       | 2.53     | 1.10    |
| 2024       | 広島       | 23    | 22    | 1     | 1     | 0        | 7     | 10    | 0        | 0           | .412  | 529   | 131.2    | 115      | 12          | 29       | 2     | 4        | 95       | 1     | 0        | 49    | 47       | 3.21     | 1.09    |
| 通算：11年 | 通算：11年 | 260   | 195   | 10    | 6     | 5        | 71    | 67    | 0        | 6           | .514  | 5343  | 1259.3   | 1208     | 114         | 427      | 14    | 50       | 944      | 20    | 3        | 544   | 489      | 3.49     | 1.30    |

- 2024年度シーズン終了時
- 各年度の太字はリーグ最高

### 年度別守備成績
| 年 度 | 球 団 | 投手  | 投手  | 投手  | 投手  | 投手  | 投手     |
| 年 度 | 球 団 | 試 合 | 刺 殺 | 補 殺 | 失 策 | 併 殺 | 守 備 率 |
| ----- | ----- | ----- | ----- | ----- | ----- | ----- | -------- |
| 2014  | 広島  | 20    | 3     | 13    | 0     | 1     | 1.000    |
| 2015  | 広島  | 7     | 0     | 6     | 0     | 1     | 1.000    |
| 2016  | 広島  | 27    | 4     | 9     | 0     | 1     | 1.000    |
| 2017  | 広島  | 35    | 12    | 20    | 0     | 2     | 1.000    |
| 2018  | 広島  | 24    | 7     | 21    | 1     | 1     | .966     |
| 2019  | 広島  | 27    | 10    | 24    | 0     | 1     | 1.000    |
| 2020  | 広島  | 20    | 6     | 22    | 1     | 1     | .966     |
| 2021  | 広島  | 25    | 10    | 22    | 3     | 4     | .914     |
| 2022  | 広島  | 26    | 8     | 20    | 0     | 0     | 1.000    |
| 2023  | 広島  | 26    | 14    | 31    | 2     | 1     | .957     |
| 2024  | 広島  | 23    | 5     | 14    | 2     | 1     | .905     |
| 通算  | 通算  | 260   | 79    | 202   | 9     | 14    | .968     |

- 2024年度シーズン終了時
- 各年度の太字はリーグ最多

### タイトル
- 最多勝利：1回（2021年[163]）

### 記録
初記録
投手記録
- 初登板・初先発登板・初勝利・初先発勝利：2014年3月29日、対中日ドラゴンズ2回戦（ナゴヤドーム）、6回1失点[15]
- 初奪三振：2014年4月5日、対横浜DeNAベイスターズ2回戦（MAZDA Zoom-Zoom スタジアム広島）、6回表に2番手で救援登板、井納翔一からスリーバント失敗
- 初ホールド：2015年4月3日、対中日ドラゴンズ1回戦（ナゴヤドーム）、2/3回無失点[48]
- 初完投・初完投勝利：2018年6月17日、対福岡ソフトバンクホークス3回戦（福岡ヤフオク!ドーム）、9回4失点[115]
- 初完封勝利：2019年6月25日、対東北楽天ゴールデンイーグルス3回戦（楽天生命パーク宮城）、9回無失点[127]

打撃記録
- 初打席：2014年3月29日、対中日ドラゴンズ2回戦（ナゴヤドーム）、3回表に大野雄大から見逃し三振
- 初安打：2016年7月20日、対中日ドラゴンズ16回戦（MAZDA Zoom-Zoom スタジアム広島）、4回裏にジョーダン・ノルベルトから遊撃内野安打[253]
- 初打点：2018年8月29日、対読売ジャイアンツ21回戦（東京ドーム）、5回表に吉川光夫から右前適時打[254]

節目の記録
- 1000投球回：2023年5月17日、対横浜DeNAベイスターズ8回戦（横浜スタジアム）、6回裏一死目に関根大気から中飛 ※史上363人目[255]
- 1000奪三振：2025年6月10日、対横浜DeNAベイスターズ1回戦（京セラドーム大阪）、6回表三死目に佐野恵太から空振り三振 ※史上158人目[256]

その他の記録
- 1試合5三振：2023年6月30日、対東京ヤクルトスワローズ10回戦（明治神宮野球場）※史上21人目
- オールスターゲーム出場：2回（2023年、2025年）

### 背番号
- 12（2014年[11] - 2020年）
- 11（2021年[140] - 2024年）
- 22（2025年[223] - ）

## 関連情報

### CM
- アイスタイル株式会社（広島市に所在する不動産会社）（2015年 - 2024年） - 諸見里大介、栗林良吏（2023年 - ）と共演。